# Anglars de Sant Flor
Anglars de Sant Flor (en francès Anglards-de-Saint-Flour) és un municipi francès situat al departament de Cantal i a la regió d'Alvèrnia-Roine-Alps. L'any 2007 tenia 318 habitants.

## Demografia

### Població
El 2007 la població de fet d'Anglards-de-Saint-Flour era de 318 persones. Hi havia 112 famílies de les quals 24 eren unipersonals (8 homes vivint sols i 16 dones vivint soles), 40 parelles sense fills, 44 parelles amb fills i 4 famílies monoparentals amb fills.
La població ha evolucionat segons el següent gràfic:
Habitants censats

### Habitatges
El 2007 hi havia 157 habitatges, 123 eren l'habitatge principal de la família, 24 eren segones residències i 10 estaven desocupats. 147 eren cases i 7 eren apartaments. Dels 123 habitatges principals, 106 estaven ocupats pels seus propietaris, 12 estaven llogats i ocupats pels llogaters i 5 estaven cedits a títol gratuït; 2 tenien una cambra, 3 en tenien dues, 12 en tenien tres, 37 en tenien quatre i 69 en tenien cinc o més. 95 habitatges disposaven pel capbaix d'una plaça de pàrquing. A 48 habitatges hi havia un automòbil i a 62 n'hi havia dos o més.

### Piràmide de població
La piràmide de població per edats i sexe el 2009 era:
| Homes | Edats   | Dones |
| ----- | ------- | ----- |
| 0     | 95 o +  | 0     |
| 0     | 90 a 94 | 0     |
| 4     | 85 a 89 | 0     |
| 4     | 80 a 84 | 0     |
| 4     | 75 a 79 | 4     |
| 12    | 70 a 74 | 4     |
| 8     | 65 a 69 | 16    |
| 4     | 60 a 64 | 4     |
| 4     | 55 a 59 | 4     |
| 8     | 50 a 54 | 4     |
| 8     | 45 a 49 | 12    |
| 20    | 40 a 44 | 16    |
| 12    | 35 a 39 | 12    |
| 16    | 30 a 34 | 8     |
| 4     | 25 a 29 | 4     |
| 16    | 20 a 24 | 0     |
| 12    | 15 a 19 | 12    |
| 12    | 10 a 14 | 8     |
| 20    | 5 a 9   | 8     |
| 4     | 0 a 4   | 4     |

## Economia
El 2007 la població en edat de treballar era de 210 persones, 168 eren actives i 42 eren inactives. De les 168 persones actives 161 estaven ocupades (92 homes i 69 dones) i 7 estaven aturades (3 homes i 4 dones). De les 42 persones inactives 15 estaven jubilades, 18 estaven estudiant i 9 estaven classificades com a «altres inactius».

### Ingressos
El 2009 a Anglards-de-Saint-Flour hi havia 128 unitats fiscals que integraven 334,5 persones, la mediana anual d'ingressos fiscals per persona era de 15.512 €.

### Activitats econòmiques
Dels 17 establiments que hi havia el 2007, 6 eren d'empreses de construcció, 1 d'una empresa de comerç i reparació d'automòbils, 8 d'empreses d'hostatgeria i restauració, 1 d'una empresa immobiliària i 1 d'una empresa classificada com a «altres activitats de serveis».
Dels 11 establiments de servei als particulars que hi havia el 2009, 6 eren paletes i 5 restaurants.
L'any 2000 a Anglards-de-Saint-Flour hi havia 17 explotacions agrícoles que ocupaven un total de 540 hectàrees.

## Equipaments sanitaris i escolars
El 2009 hi havia una escola elemental integrada dins d'un grup escolar amb les comunes properes formant una escola dispersa.

## Poblacions més properes
El següent diagrama mostra les poblacions més properes.